# Nezkrocená Čína s Nigelem Marvenem
Nezkrocená Čína s Nigelem Marvenem nebo též Nespoutaná Čína s Nigelem Marvenem (v anglickém originále Untamed China with Nigel Marven) je britský přírodovědný dokumentární seriál, vyrobený v roce 2011 a poprvé mezinárodně odvysílaný na kanálu Animal Planet 8. 3. 2012. Zoolog Nigel Marven zde prohlíží "zapadlé kouty" Číny a představuje mnoho druhů zvířat, včetně některých, která ještě nikdy předtím natočeny nebyla (např. tarbíček dlouhouchý). Také však přibližuje čínské zvyky a tradice, které ještě nikdy předtím nebyly natočeny. Dokument vytvořila firma Image Impact Ltd pro kanály Animal Planet a CITVC China.

## Seznam dílů
- 1. Království zvířat (Kingdom of Animals)
- 2. Pouště na severu (Deserts of the North)
- 3. Země obrů (Land of Giants)
- 4. Nebeské hory (Heavenly Mountains)
- 5. Mongolské pláně (Grasslands of Mongolia)
- 6. Tibetská náhorní plošina (Tibet High Plateau)